# Karneváli éjszaka
A Karneváli éjszaka (oroszul: Карнавальная ночь, magyaros átírás: Karnavalna nocs) 1956-ban bemutatott szovjet zenés film.
A film hruscsovi olvadás korszakának emlékezetes, naiv, kultikus vígjátéka.

## Szüzsé
Egy kultúrház új igazgatójának terveiben egy várhatóan rémesen unalmas műsor tervei bontakoznak ki az újévi koncertre.
A kultúrház fiatal munkatársai azonban újszerű műsorra készülnek. A régimódi vezetőnek nem tetszik a műsor, komolyabb munkát követel. Szerencsére az amatőr társulat fokozatosan átveszi a hatalmat az események irányítása fölött.